# Fioule
Die Fioule ist ein kleiner Fluss im Zentralmassiv von Frankreich, der im Département Haute-Loire der Region Auvergne-Rhône-Alpes nordwestlich der Stadt Le Puy-en-Velay verläuft.

## Geografie

### Verlauf
Die Fioule entspringt im nordwestlichen Gemeindegebiet von Fix-Saint-Geneys, entwässert generell Richtung Südwest und mündet nach rund 16 Kilometern im Gemeindegebiet von Saint-Arcons-d’Allier als rechter Nebenfluss in den Allier. Die Fioule begleitet auf ihrem Weg am rechten Ufer die Bahnstrecke Saint-Georges-d’Aurac–Saint-Étienne-Châteaucreux, im Oberlauf bildet sie auf etwa zwei Kilometer die Grenze zum Regionalen Naturpark Livradois-Forez.

### Berührte Gemeinden
(Reihenfolge in Fließrichtung)
- Fix-Saint-Geneys
- Sainte-Eugénie-de-Villeneuve
- Vissac-Auteyrac
- Siaugues-Sainte-Marie
- Saint-Arcons-d’Allier